# Kém dinh dưỡng ở trẻ em
Kém dinh dưỡng ở trẻ em đang là một vấn đề phổ biến toàn cầu và dẫn đến đến nhiều tác động tiêu cực về sức khỏe trong ngắn hạn và dài hạn. Tổ chức Y tế Thế giới (WHO) ước tính rằng suy dinh dưỡng chiếm 54% tỷ lệ tử vong trẻ em trên toàn thế giới, tức khoảng 1 triệu trẻ em.  Một ước tính khác của WHO, nhẹ cân ở trẻ em là nguyên nhân của khoảng 35% tổng số ca tử vong của trẻ dưới 5 tuổi trên toàn thế giới.
Các nguyên nhân chính bao gồm nước không an toàn, không đủ điều kiện về vệ sinh, các yếu tố liên quan đến xã hội và nghèo đói, bệnh tật, yếu tố của mẹ, vấn đề giới tính và - nói chung - nghèo đói.
Suy dinh dưỡng thường đề cập đến tình trạng thiếu dinh dưỡng khi một người không cung cấp đủ cho cơ thể calo, protein hoặc vi chất dinh dưỡng.

## Dự phòng
Nhiều biện pháp đã được thực hiện để làm giảm suy dinh dưỡng ở trẻ em. Các nghiên cứu từ Ngân hàng Thế giới cho thấy, từ năm 1970 đến năm 2000, số trẻ em suy dinh dưỡng đã giảm 20% ở các nước đang phát triển. Những thử nghiệm bổ sung iod ở phụ nữ mang thai đã được cho thấy hiệu quả khi làm giảm số ca tử vong ở trẻ sơ sinh và trẻ nhỏ 29%. Tuy nhiên, các chương trình phổ cập muối iod muối đã dần thay thế phần lớn những can thiệp này.